# Булактуй
Булакту́й (рос. Булактуй) — село у складі Агінського району Забайкальського краю, Росія. Входить до складу Урда-Агинського сільського поселення.
Стара назва — Булакуй.

## Населення
Населення — 152 особи (2010; 239 у 2002).
Національний склад (станом на 2002 рік):
- буряти — 84 %